# Wong Tai Sin DRSC
Wong Tai Sin District Recreation & Sports Council (tiếng Trung: 黃大仙區康樂體育會, viết tắt là WTS DRSC, còn được gọi là Hoàng Đại Tiên ) là một câu lạc bộ bóng đá Hồng Kông hiện đang thi đấu ở giải bóng đá ngoại hạng Hồng Kông.
Câu lạc bộ được thăng hạng nhì bằng chức vô địch giải bóng đá hạng ba Hồng Kông mùa giải 2012-13.

## Lịch sử
Được thành lập vào năm 1979, Hoàng Đại Tiên đã tham dự giải bóng đá hạng ba Hồng Kông năm 1980. Năm 1990, do sự mở rộng của giải bóng đá hạng nhì Hồng Kông, câu lạc bộ đã được thăng hạng nhì.
Trong mùa giải hạng nhì đầu tiên của họ, câu lạc bộ đứng thứ hai trong bảng xếp hạng, có nghĩa là họ đã thăng hạng nhất lần đầu tiên trong lịch sử câu lạc bộ. Tuy nhiên, họ đã từ chối để ở lại giải hạng nhì.
Câu lạc bộ bị rớt xuống hạng ba sau khi trải qua chín mùa ở giải hạng hai trong mùa giải 1998-99, khi họ đứng thứ 10 trong số mười đội.
Mùa giải 2014-15, đội bóng đã tlên hạng và thi đấu ở giải ngoại hạng

## Danh hiệu
- Giải bóng đá hạng ba Hồng Kông: Vô địch(1): 2012–13
- Giải bóng đá hạng nhì Hồng Kông: Á quân(1): 2013–14

## Đội hình hiện tại

### Đội hình chính
Ghi chú: Quốc kỳ chỉ đội tuyển quốc gia được xác định rõ trong điều lệ tư cách FIFA. Các cầu thủ có thể giữ hơn một quốc tịch ngoài FIFA.
| Số | VT | Quốc gia  | Cầu thủ                        |
| -- | -- | --------- | ------------------------------ |
| 1  | TM | Hồng Kông | Chung Hạo Đình                 |
| 2  | HV | Hồng Kông | Dư Phế Khang                   |
| 3  | HV | Hồng Kông | Stewart Alexander Parin        |
| 4  | TV | Hồng Kông | Lưu Tử Kiên                    |
| 5  | TV | Hồng Kông | Trần Trác Quang                |
| 6  | HV | Brasil    | Correa Da Luz MauricioFP       |
| 7  | TV | Serbia    | Mirko TeodorovićFP             |
| 8  | TĐ | Hồng Kông | Tạ Lãng Hiên                   |
| 9  | TĐ | Hồng Kông | Lý Khiển                       |
| 10 | TĐ | Brasil    | Alessandro Ferreira LeonardoFP |
| 11 | TĐ | Hồng Kông | Liêu Bồi Bình                  |
| 12 | TV | Hồng Kông | Lê Diệu Xương                  |
| 13 | HV | Hồng Kông | Dương Tứ Lân                   |

| Số | VT | Quốc gia   | Cầu thủ                |
| -- | -- | ---------- | ---------------------- |
| 14 | HV | Hồng Kông  | Trần Thiệu Viễn        |
| 15 | TV | Hồng Kông  | Hoàng Tuấn Hiên        |
| 17 | TV | Hồng Kông  | Lưu Quan Bang          |
| 18 | TĐ | Hồng Kông  | Vương Cảnh Hoa         |
| 19 | HV | Hồng Kông  | Tô Dương               |
| 21 | HV | Hồng Kông  | Lưu Hạo Lâm            |
| 22 | HV | Brasil     | Tomas MaronesiFP       |
| 23 | TV | Hồng Kông  | Đàm Chí Kiệt           |
| 28 | TV | Hồng Kông  | Phó Thụ Thanh          |
| 33 | TM | Hồng Kông  | Trương Vỹ Khang        |
| 39 | HV | Trung Quốc | Trương QuânFP          |
| -  | TM | Brasil     | Paulo César Da SilvaFP |
| -  | TV | Hồng Kông  | Hoàng Tử Hạo           |

### Cầu thủ có nhiều quốc tịch
- Stewart Alexander Parin (Cầu thủ nhập tịch)
- Lý Khiển (Cầu thủ nhập tịch)''